# 三戸町立図書館
三戸町立図書館（さんのへちょうりつとしょかん）は、青森県三戸郡三戸町川守田にある公立図書館である。青森県の町村立図書館としては、初めて他の施設から独立した建物を得た図書館であり、町民の利用を促すため、数多くの行事を開催してきた。中でも歴史講座とおはなしのへやは当時から継続して実施している。

## 歴史

### 三戸書籍館（1880年 - 1892年）
1875年（明治8年）4月、三戸郡三戸町で、諏訪内源司ら33人の町民有志が相談して図書を共同購入し、書籍縦覧所を開設した。縦覧所は1880年（明治13年）9月に三戸書籍館に発展し、初代館長に旧・三戸代官所の一戸正綱が就任した。書籍館は三戸小学校内に設けられた。当時の日本では自由民権運動が隆盛し、1890年（明治23年）の国会の開設を前に学習を深めようという気風が高まっており、書籍館の存在は、三戸町民に進取の精神があったことが窺える。また、これは後に三戸町が「教育の匂いのする町」と呼ばれる一端となった。
蔵書は、書籍館同人22人の個人所有のものに、三戸小学校や旧・東奥英学館の蔵書を加えたものであった。『共同三戸書籍館目録』という図書目録が残されており、576種約1,230冊が記録されている。目録に日付の記載はないものの、寄贈者として名のある人物が三戸小学校教師を務めた時期から、1890年（明治23年）頃に編集されたものと推定される。なお、当時は図書閲覧料を課す図書館が存在したが、三戸書籍館は無料で利用できた。1892年（明治25年）に三戸尋常高等小学校がこれらの図書を37円で買い取り、書籍館は閉館した。

### 町立図書館（1972年-）
1968年（昭和43年）9月21日、三戸町中央公民館が新築開館し、1972年（昭和47年）12月30日に111.67 m2の三戸町立図書館が付設された。名称こそ図書館であったが、実態は公民館図書室であった。1978年（昭和53年）、図書館の建設を公約の1つに掲げた候補者が町長に就任し、図書館の建設計画が始動した。文部省の補助金の獲得により資金面でのめどが付き、図書館計画が進行し、町民に献本を呼び掛けた。
1980年（昭和55年）に建築費1億6471万3千円をかけた館舎が竣工し、1981年（昭和56年）4月に新しい三戸町立図書館が開館した。独立館舎を持つ町村立図書館としては青森県初であり、ここから本格的に図書館としての活動が始まった。閲覧室・展示ホール（ギャラリー）・視聴覚室が設けられ、レコードコンサートや歴史講座などの行事が開かれる、町民の文化拠点となった。職員は非正規雇用を含め、4人であった。
当時のデーリー東北は図書館の建設について、「町民長年の夢だった」と報じたが、当時の図書館員は町民の運動の結果誕生した図書館ではなく、町民の読書意識が低いと感じていた。先に挙げた各種行事も、町民の図書館利用への橋渡しとして実施したもので、多くの行事をこなすため、正規職員2人のうち1人は行事専従となった。残る1人は庶務や対外的な業務に従事し、館内業務は臨時職員1人が中心となり、パート職員1人が補助した。しかし、三戸町立図書館は移動図書館の運行も実施し、最低でも2人乗務する必要があったため、パート職員1人で図書館を回さなければならない日もあった。こうした少人数運営の中で、5年を費やしてカード目録を完成させ、行事は基本的に参加経験のある町民に運営してもらう体制に移行していった。
2010年（平成22年）7月9日、筑波大学大学院教授の浪川健治らが来館し、三戸町立図書館が保有する史料約200点の調査を行った。この調査で、明治時代の三戸にロシア正教会があったことや、東北本線の開通により商家が増え、物資の集散地として賑ったことなどが明らかになった。
2015年（平成27年）度の来館者数は14,886人で、蔵書数は44,994冊、貸出冊数は26,304冊であった。2021年（令和3年）度は新型コロナウイルス感染症の流行の影響を受け、9月中と翌2022年（令和4年）1月21日から年度末まで利用者を町民に限定し、来館者数は8,399人、貸出冊数は16,867冊となった。

## 行事
独立館舎を得て以来、三戸町立図書館では多数の行事を開催してきた。行事は図書館の利用促進策として始まったもので、開館当時、館内では歴史講座、昔っこを楽しむ会（民話など）、読書会、おはなしのへや、短歌会、映写会、レコードコンサートなど、館外では夏休みの「緑陰図書館」、保育所・児童館での「おはなし訪問」を行っていた。2023年（令和5年）現在も続いているのは、「歴史講座」と「おはなしのへや」の2つである。
当初はすべてを図書館員が主導していたが、毎年開催する中で参加者自らが運営を手掛け、職員は随時支援する体制に移行した。

### 歴史講座
独立館舎が開館した1981年（昭和56年）から継続している講座で、参加者に郷土の魅力を再認識してもらうことを目的に開催している。「郷土」の範囲は三戸町を含む南部地方であり、町民向けの講座であるが、町外からの受講者もいる。高齢化による受講者数の減少が課題となっている。会場は2012年（平成24年）度から三戸町中央公民館に移ったが、図書館の行事として実施している。
2015年（平成27年）度は5人の講師が交代しながら、「塩の道」、「明治維新と斗南藩」などのテーマで10回開催した。2022年（令和4年）度は5回開催し、最後の5回目は、青森県職員（県史担当）が明治から1960年代頃までの三八地域の歴史について、当時の写真をスクリーンに投影しながら解説した。
1988年（昭和63年）頃には、図書館員が業務時間外に作成した「三戸町の歴史マップ」や「三戸町の民話・伝説マップ」を活用し、町内の史跡に標柱・説明版を立てる活動に取り組む受講者がいた。

### おはなしのへや
毎月1回、第4土曜日の14時から図書館2階のホールで開催している。2015年（平成27年）12月に、18時からの開催を試行し、30人が参加したが、14時からの開催に戻っている。参加者数が減少傾向にあるため、教育委員会では事業の再考が必要としている。
1980年代には、おはなしのへや以外にも、子供たちに民話を語り継いだり、昔っこを楽しむ会が紙芝居を作成したりと、図書館を起点として子供向けの活動をする町民が見られた。

## 利用案内
図書館は鉄筋コンクリート構造で、延床面積は1,182.16 m2である。1980年（昭和55年）築で、2020年（令和2年）に築40年を迎えたことから、施設の老朽化が進んでいる。三戸町が直営しており、館長職は三戸町教育委員会生涯学習推進監が兼務する。
- 開館時間：10時から18時まで
- 休館日：月曜日（祝日の場合は翌日）、最終木曜日（図書整理日）、館内システム点検期間、年末年始
- 貸出制限：三戸郡・八戸市・上北郡おいらせ町に居住する者または「青森県内図書館共通利用券」を保持する者
- 貸出可能冊数：図書=5冊、雑誌=1冊
- 貸出可能期間：図書=15日間、雑誌=3日間（予約がなければ1週間延長が可能）
- 予約、リクエスト可能。

### 11ぴきのねこ
図書館の玄関前には、三戸町出身の馬場のぼるの著作「11ぴきのねこ」に登場するネコの石像がある。三戸町内各地に設置されている11ぴきのねこの像のうちの1体で、図書館前のねこは、魚の描かれた絵本を読んでいる。
また、南部バスから寄贈された、11ぴきのねこのラッピングバスを合わせて屋外展示している。このバスは2016年（平成28年）から2019年（平成31年/令和元年）まで南部バスが使用していた車両で、外観に11ぴきのねこを描いているのみならず、つり革やポスターなど内装にも11ぴきのねこがあしらわれている。